# Tétratriacontane
Le tétratriacontane est un hydrocarbure linéaire de la famille des alcanes de formule brute C34H70.